# Bactrocera arisanica
Bactrocera arisanica
 es una especie de díptero que Shiraki describió por primera vez en 1933. Bactrocera arisanica pertenece al género Bactrocera de la familia Tephritidae. Esta especie como plaga agrícola ha sido atacada por los agricultores en Taiwán.